# Доброхотов, Михаил Николаевич
Михаил Николаевич Доброхотов (15 [28] ноября 1902, Арзамас, Нижегородская губерния — 30 марта 1978, Киев) — советский геолог. Доктор геолого-минералогических наук (1965). Лауреат Ленинской премии.

## Биография
Родился 15 (28) ноября 1902 года в городе Арзамас.
В 1926 году окончил Ленинградский горный институт.
В 1931—1934 годах — старший геолог Южно-Уральского геологического управления.
В 1934—1941 и 1944—1946 годах — старший научный сотрудник Всесоюзного научно-исследовательского геологического института.
В 1941—1943 годах — служба в Красной армии. Участник Великой Отечественной войны.
В 1946—1957 годах — старший геолог Украинского геологического управления.
В 1957—1960 годах — в Геологическом управлении центральных районов (занимался исследованиями КМА).
С 1960 года работал в Украинском научно-исследовательском геологоразведочном институте (Львов), Институте минеральных ресурсов Министерства геологии УССР (Симферополь), в тресте «Киевгеология».
Умер 30 марта 1978 года в Киеве. Похоронен на Байковом кладбище.

## Награды
- Орден Красной Звезды;
- Ленинская премия 1959 года — за участие в открытии и разведке богатых железорудных месторождений;
- Государственная премия УССР 1970 года — за открытие и разведку Юго-Белозёрского и Переверзевского месторождений высококачественных богатых железных руд в Запорожской области (1956—1968).

Братья:
- Николай Николаевич Доброхотов — металлург;
- Григорий Николаевич Доброхотов — профессор, лауреат Государственной премии СССР.

## Научная деятельность
Автор и соавтор книг:
- Зигазино-Комаровский и Инзерский железорудные районы Башкирии / Уфа, 1940;
- Геология железисто-кремнистых формаций Украины / Киев, 1959;
- Геология и железорудные месторождения Кременчугского района / М., 1964;
- Железорудные комплексы раннего докембрия Русской платформы (происхождение, формационные типы, возрастная корреляция) // Геология, формационный анализ, петрология и металлогеническая специализация кристаллических образований Русской платформы / Воронеж, 1972.